# Mukunda, Sindhnur
Mukunda là một làng thuộc tehsil Sindhnur, huyện Raichur, bang Karnataka, Ấn Độ.